# Wormaldia laona
Wormaldia laona là một loài Trichoptera trong họ Philopotamidae. Chúng phân bố ở miền Tân bắc.